# Zentrale Wahlkommission der Russischen Föderation

Wappen

Die Zentrale Wahlkommission der Russischen Föderation (russisch Центра́льная избира́тельная коми́ссия Росси́йской Федера́ции Zentralnaja isbiratelnaja komissija Rossijskoi Federazii, oft abgekürzt Центризбирко́м, ЦИК / Zentrisbirkom bzw. ZIK) ist eine staatliche Institution in Russland, deren Aufgabe es ist, Präsidentschafts- und Parlamentswahlen sowie Volksabstimmungen vorzubereiten und durchzuführen.
Sie wurde 1995 eingerichtet und erstmals bei den Dumawahlen 1995 einberufen. Die Kommission besteht aus 15 Mitgliedern, von denen je fünf vom Präsidenten, vom Föderationsrat und von der Duma bestimmt werden. Die Amtszeit der Kommissare beträgt im Regelfall vier Jahre. Der Zentralen Wahlkommission untergeordnet sind alle anderen Wahlkommissionen, die sich an der jeweiligen Wahl beteiligen.
Der aktuelle Vorsitzende der Zentralen Wahlkommission ist seit dem 28. März 2016 Ella Pamfilowa.

## Aufgaben
Zu den Aufgaben der ZIK bei der Durchführung von Wahlen und Abstimmungen gehört unter anderem:
- Kontrolle der Einhaltung des geltenden Wahlrechts;
- Registrierung und Zulassung der Kandidaten;
- Bereitstellung der technischen Mittel und Ausrüstung für die Durchführung der Wahl;
- Koordination des Wahlkampfs, Gewährung der einheitlichen Regeln bei der Wahlwerbung in Massenmedien;
- Verteilung der für die Wahlorganisation bereitgestellten staatlichen Mittel und Kontrolle hinsichtlich deren Verwendung;
- Veröffentlichung der amtlichen Wahlergebnisse.

## Vorsitzende
| Name                   | Bild                  | Präsident                                     | Vorsitz            | Vorsitz           | Wahlen |
| Name                   | Bild                  | Präsident                                     | Von                | Bis               | Wahlen |
| ---------------------- | --------------------- | --------------------------------------------- | ------------------ | ----------------- | --- |
| Nikolai Rjabow         |                       | Boris Jelzin                                  | 24. September 1993 | 14. November 1996 | Verfassungsreferendum (12. Dezember 1993) Parlamentswahl in Russland 1993 Föderationsratswahlen (1993) Parlamentswahl in Russland 1995 Präsidentschaftswahl in Russland 1996         |
| Alexander Iwantschenko |                       | Boris Jelzin                                  | 14. November 1996  | 24. März 1999     | |
| Alexander Weschnjakow  | Alexander Weschnjakow | Boris Jelzin Wladimir Putin                   | 24. März 1999      | 26. März 2007     | Parlamentswahl in Russland 1999 Präsidentschaftswahl in Russland 2000 Parlamentswahl in Russland 2003 Präsidentschaftswahl in Russland 2004                                          |
| Wladimir Tschurow      | Wladimir Tschurow     | Wladimir Putin Dmitri Medwedew Wladimir Putin | 27. März 2007      | 27. März 2016     | Parlamentswahl in Russland 2007 Präsidentschaftswahl in Russland 2008 Parlamentswahl in Russland 2011 Präsidentschaftswahl in Russland 2012                                          |
| Ella Pamfilowa         | Ella Pamfilowa        | Wladimir Putin                                | 28. März 2016      |                   | Parlamentswahl in Russland 2016 Präsidentschaftswahl in Russland 2018 Verfassungsreferendum (Juni–Juli 2020) Referenden über den Beitritt zur Russischen Föderation (September 2022) |